# Gran Premio d'Olanda 1953
Il Gran Premio d'Olanda 1953 è stata la terza prova della stagione 1953 del campionato mondiale di Formula 1. La gara si è corsa domenica 7 giugno sul circuito di Zandvoort della località omonima, nei Paesi Bassi, ed è stata vinta dall'italiano Alberto Ascari su Ferrari, al decimo successo in carriera; Ascari ha preceduto all'arrivo uno dei suoi compagni di squadra, il connazionale Nino Farina, e l'altro italiano Felice Bonetto e l'argentino José Froilán González con guida condivisa su Maserati.

## Vigilia

### Aspetti sportivi
Il Gran Premio rappresenta il terzo appuntamento stagionale a distanza di una settimana dalla disputa della 500 Miglia di Indianapolis, seconda gara del campionato. A differenza dell'edizione precedente, corsa il 17 agosto, la gara è stata anticipata di due mesi. La tappa nederlandese si corre dopo l'Internationales ADAC Eifelrennen, il Gran Premio di Albi e la Coupe de Printemps, gare extra calendario di Formula 2 corse tutte il 31 maggio.
Tra le squadre private al Gran Premio prendono parte la Scuderia Ferrari, quattro 500 guidate da Alberto Ascari, Luigi Villoresi, Nino Farina e Mike Hawthorn, la Connaught Engineering, con tre Connaught A guidate da Roy Salvadori, Kenneth McAlpine e Stirling Moss, l'Équipe Gordini, con quattro T16 guidate da Harry Schell, Roberto Mieres, Maurice Trintignant e Fred Wacker, la HW Motors, con due HWM 53 guidate da Peter Collins e Lance Macklin, e la Officine Alfieri Maserati, con tre A6GCM guidate da Juan Manuel Fangio, Felice Bonetto e José Froilán González.
Tra le scuderie privare partecipano la Écurie Belge, con Johnny Claes al volante di una Connaught A, la Écurie Rosier, con Louis Rosier alla guida di una Ferrari 500, e la Scuderia Enrico Platé, con Toulo de Graffenried al volante di una Maserati A6GCM.
Tra i piloti privati è presente solo il britannico Ken Wharton, alla guida di una Cooper T23.

## Qualifiche

### Resoconto
Alberto Ascari conquista la sua quinta pole position consecutiva (se si esclude la Indy 500, alla quale non hanno partecipato le scuderie europee) e viene affiancato in prima dalla Maserati di Juan Manuel Fangio e dalla Ferrari di Nino Farina. In seconda fila si qualificano Luigi Villoresi e José Froilán González, mentre in terza ci sono Mike Hawthorn assieme a Toulo de Graffenried e Louis Rosier. Felice Bonetto, con la sua Maserati ufficiale, riuscì a qualificarsi solo tredicesimo, in quinta fila.

### Risultati
Nella sessione di qualifica si è avuta questa situazione:
| Pos | Nº | Pilota                | Costruttore           | Tempo       | Griglia |
| --- | -- | --------------------- | --------------------- | ----------- | ------- |
| 1   | 2  | Alberto Ascari        | Ferrari               | 1'51"1      | 1       |
| 2   | 12 | Juan Manuel Fangio    | Maserati              | 1'52"7      | 2       |
| 3   | 6  | Nino Farina           | Ferrari               | 1'53"0      | 3       |
| 4   | 4  | Luigi Villoresi       | Ferrari               | 1'53"7      | 4       |
| 5   | 14 | José Froilán González | Maserati              | 1'54"1      | 5       |
| 6   | 8  | Mike Hawthorn         | Ferrari               | 1'54"9      | 6       |
| 7   | 18 | Toulo de Graffenried  | Maserati              | 1'58"7      | 7       |
| 8   | 10 | Louis Rosier          | Ferrari               | 1'59"5      | 8       |
| 9   | 34 | Stirling Moss         | Connaught-Lea-Francis | 2'00"0      | 9       |
| 10  | 20 | Harry Schell          | Gordini               | 2'00"1      | 10      |
| 11  | 26 | Roy Salvadori         | Connaught-Lea-Francis | 2'00"5      | 11      |
| 12  | 24 | Maurice Trintignant   | Gordini               | 2'01"2      | 12      |
| 13  | 16 | Felice Bonetto        | Maserati              | 2'01"5      | 13      |
| 14  | 28 | Kenneth McAlpine      | Connaught-Lea-Francis | 2'01"9      | 14      |
| 15  | 38 | Lance Macklin         | HWM-Alta              | 2'02"4      | 15      |
| 16  | 36 | Peter Collins         | HWM-Alta              | 2'03"1      | 16      |
| 17  | 30 | Johnny Claes          | Connaught-Lea-Francis | 2'03"9      | 17      |
| 18  | 32 | Ken Wharton           | Cooper-Bristol        | 2'06"4      | 18      |
| 19  | 22 | Roberto Mieres        | Gordini               | 2'08"5      | 19      |
| 20  | 40 | Fred Wacker           | Gordini               | senza tempo | –       |

## Gara

### Resoconto

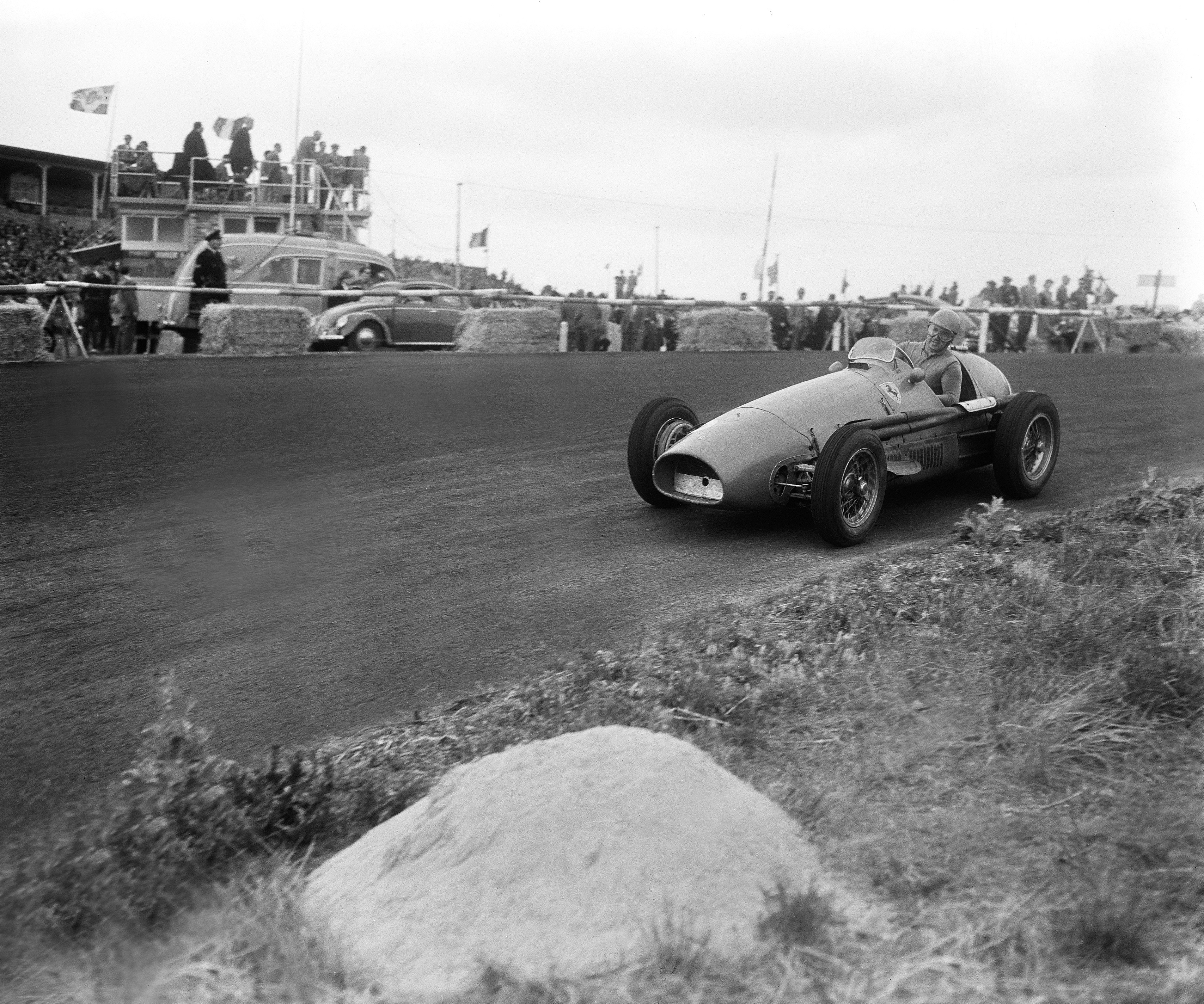
Alberto Ascari durante la gara

La gara si è svolta in condizioni difficili dato che la pista era stata recentemente riasfaltata ma si era subito degradata, la quale offriva quindi poca aderenza. Le Ferrari avevano una migliore tenuta di strada e ancora una volta Alberto Ascari ha condotto la corsa dall'inizio alla fine, mentre ci è stata un'aspra lotta tra i suoi compagni di squadra Nino Farina e Luigi Villoresi per la seconda piazza. Alla fine ha prevalso Farina, mentre Villoresi è stato costretto al ritiro per problemi all'acceleratore dopo aver segnato il giro più veloce in gara e guadagnato il conseguente punto per il campionato mondiale. Anche José Froilán González è stato costretto al ritiro da un guaio alle sospensioni, ma tre giri dopo è salito sull'auto di Felice Bonetto e ha duellato duramente con Mike Hawthorn, impedendo così un'altra tripletta Ferrari; pertanto González e Bonetto si dividono i quattro punti del terzo posto. Juan Manuel Fangio si è ritirato per la rottura dell'assale posteriore mentre al quarto posto seguiva il terzetto di Ferrari al comando. Toulo de Graffenried è l'ultimo dei piloti a punti, arrivando al quinto posto, interrompendo il suo digiuno di punti iridati che durava dal Gran Premio di Svizzera 1951.

### Risultati
I risultati del Gran Premio sono i seguenti:
| Pos | Nº | Pilota                               | Costruttore           | Giri | Tempo/Ritiro    | Griglia | Punti |
| --- | -- | ------------------------------------ | --------------------- | ---- | --------------- | ------- | ----- |
| 1   | 2  | Alberto Ascari                       | Ferrari               | 90   | 2h53'35"8       | 1       | 8     |
| 2   | 6  | Nino Farina                          | Ferrari               | 90   | +10"4           | 3       | 6     |
| 3   | 16 | Felice Bonetto José Froilán González | Maserati              | 89   | +1 giro         | 13      | 2     |
| 4   | 8  | Mike Hawthorn                        | Ferrari               | 89   | +1 giro         | 6       | 3     |
| 5   | 18 | Toulo de Graffenried                 | Maserati              | 88   | +2 giri         | 7       | 2     |
| 6   | 24 | Maurice Trintignant                  | Gordini               | 87   | +3 giri         | 12      |       |
| 7   | 10 | Louis Rosier                         | Ferrari               | 86   | +4 giri         | 8       |       |
| 8   | 36 | Peter Collins                        | HWM-Alta              | 84   | +6 giri         | 16      |       |
| 9   | 34 | Stirling Moss                        | Connaught-Lea-Francis | 83   | +7 giri         | 9       |       |
| Rit | 4  | Luigi Villoresi                      | Ferrari               | 67   | Acceleratore    | 4       | 1     |
| Rit | 28 | Kenneth McAlpine                     | Connaught-Lea-Francis | 63   | Motore          | 14      |       |
| Rit | 20 | Harry Schell                         | Gordini               | 59   | Trasmissione    | 10      |       |
| NC  | 30 | Johnny Claes                         | Connaught-Lea-Francis | 52   | +38 giri        | 17      |       |
| Rit | 12 | Juan Manuel Fangio                   | Maserati              | 36   | Trasmissione    | 2       |       |
| Rit | 22 | Roberto Mieres                       | Gordini               | 28   | Trasmissione    | 19      |       |
| Rit | 14 | José Froilán González                | Maserati              | 22   | Trasmissione    | 5       |       |
| Rit | 32 | Ken Wharton                          | Cooper-Bristol        | 19   | Problemi fisici | 18      |       |
| Rit | 26 | Roy Salvadori                        | Connaught-Lea-Francis | 14   | Motore          | 11      |       |
| Rit | 38 | Lance Macklin                        | HWM-Alta              | 7    | Acceleratore    | 15      |       |
| NP  | 40 | Fred Wacker                          | Gordini               | 0    | Motore          | –       |       |

Luigi Villoresi riceve un punto per aver segnato il giro più veloce della gara.

## Classifica mondiale
| Pos | Pilota                | Punti |
| --- | --------------------- | ----- |
| 1   | Alberto Ascari        | 17    |
| 2   | Bill Vukovich         | 9     |
| 3   | Luigi Villoresi       | 7     |
| 4   | Nino Farina           | 6     |
| =   | Art Cross             | 6     |
| =   | José Froilán González | 6     |
| =   | Mike Hawthorn         | 6     |
| 8   | Toulo de Graffenried  | 2     |
| =   | Felice Bonetto        | 2     |
| =   | Óscar Gálvez          | 2     |
| =   | Sam Hanks             | 2     |
| =   | Duane Carter          | 2     |
| =   | Jack McGrath          | 2     |
| 14  | Fred Agabashian       | 1,5   |
| =   | Paul Russo            | 1,5   |